# Noethersk ring
En noethersk ring är inom matematiken en speciell sorts ring, uppkallad efter Emmy Noether. En kommutativ ring med etta R kallas noethersk om varje ideal är ändligtgenererat, det vill säga att för varje ideal I finns en ändlig mängd av element {\displaystyle a_{1},a_{2},...,a_{n}} i I så att varje element x i I kan skrivas som en linjärkombination av dessa element:
{\displaystyle x=r_{1}a_{1}+r_{2}a_{2}+...+r_{n}a_{n}\,}
där elementen {\displaystyle r_{1},r_{2},...,r_{n}} är element i R. Att I genereras av {\displaystyle a_{1},a_{2},...,a_{n}} skrivs vanligtvis {\displaystyle I=(a_{1},a_{2},...,a_{n})}.
För okommutativa ringar ringar med etta måste man vara litet mer precis. Man får två inte helt ekvivalenta egenskaper: Ringen kan vara högernoethersk eller vänsternoethersk; se de formella definitionerna nedan.

## Definitioner
Noetherska ringar kan definieras som ovan, att varje ideal är ändligt genererat. Ett annat, ekvivalent villkor är det växande kedjevillkoret på ideal:
En kommutativ ring med etta R är noethersk, precis om det för varje växande kedja av ideal {\displaystyle I_{1}\subseteq I_{2}\subseteq ...} i ringen finns ett n så att {\displaystyle I_{n}=I_{n+1}=...}.
För icke-kommutativa ringar definierar man begreppen vänster- respektive högernoethersk ring. En ring kallas vänsternoethersk om varje vänsterideal är ändligt genererat (eller varje växande kedja av vänsterideal {\displaystyle I_{1}\subseteq I_{2}\subseteq ...} till slut ger {\displaystyle I_{n}=I_{n+1}=...}). En högernoethersk ring definieras analogt med högerideal. En ring som är vänsternoethersk är inte nödvändigtvis högernoethersk, och vice versa. En ring som är både vänster- och högernoethersk kallas för noethersk ring.
En kommutativ ring är noethersk, precis om den är en noethersk modul som modul över sig själv. En ring är vänster- respektive högernoethersk, om den är noethersk som vänster- respektive högermodul över sig själv.

## Exempel
Några ringar som är noetherska är:
- Alla kroppar (exempelvis de rationella talen och de reella talen).
- Alla principalidealdomäner.
- Alla polynomringar i ändligt många variabler över en kropp.

Exempel på ringar som inte är noetherska:
- Polynomringen i oändligt många variabler, {\displaystyle x_{1},x_{2},...} över en kropp. Idealen {\displaystyle (x_{1}),(x_{1},x_{2}),(x_{1},x_{2},x_{3}),...} är en växande kedja som inte slutar.
- Ringen av alla kontinuerliga funktioner från de reella talen till de reella talen.

## Egenskaper
- Hilberts bassats säger att om R är noethersk är polynomringen R[x] noethersk.
- Om R är noethersk och I är ett tvåsidigt ideal är kvotringen R/I noethersk.
- Varje ändligtgenererad modul över en noethersk ring är noethersk.